# Gonystylus decipiens
Espèce
Statut de conservation UICN

 CR  : 
En danger critique
Gonystylus decipiens est une espèce de plantes de la famille des Thymelaeaceae.

## Publication originale
- Kew Bulletin 17(3): 454. 1964. (9 Apr 1964)